# Ognuno ha quel che si merita
Ognuno ha quel che si merita è il secondo album in studio del cantautore italiano Fabrizio Moro, pubblicato nel 2005 dalla Don't Worry Records.

## Descrizione
Il primo singolo dell'album è stato Eppure pretendevi di essere chiamata amore, uscito nel 2004. L'album è stato pubblicato l'anno successivo, dopo la messa in commercio del secondo singolo Ci vuole un business.
Nella versione di iTunes è presente il brano Non importa, inciso nuovamente ed inserito tre anni più tardi in Domani.

## Tracce
Testi e musiche di Fabrizio Mobrici, eccetto dove indicato.
1. Eppure pretendevi di essere chiamata amore – 3:41
2. Banale spiegazione – 3:35
3. Ognuno ha quel che si merita – 3:13
4. Ci vuole un business – 3:34
5. Lisa – 3:42
6. Non essere arrabbiata – 4:14
7. Everybody – 3:11
8. L'indiano – 2:41
9. Come... – 3:43 (musica: Fabrizio Mobrici, Danilo Molinari)

## Formazione
Musicisti
- Fabrizio Moro – voce, chitarra elettrica e acustica, arrangiamento
- Marco Marini – chitarra elettrica
- Fabrizio Termignone – basso
- Daniele Teodorani – batteria

Produzione
- Rolando D'Angeli – produzione
- Fabrizio Moro – produzione artistica
- Marco Lecci – registrazione, missaggio